# Distretto di Seferihisar

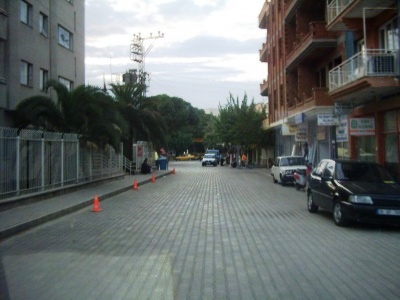
A view of Seferihisar

Il distretto di Seferihisar (in turco Seferihisar ilçesi) è uno dei distretti della provincia di Smirne, in Turchia.